# Sepiolina (onderorde)
Sepiolina zijn een onderorde van weekdieren uit de klasse van Cephalopoda (inktvissen).

## Taxonomie
De volgende taxa zijn bij de onderorde ingedeeld:
- Superfamilie Sepioloidea Leach, 1817
  - Familie Sepiadariidae Fischer, 1882
  - Familie Sepiolidae Leach, 1817